# 시드니 유나이티드 58
시드니 유나이티드 58(영어: Sydney United 58 FC)은 오스트레일리아의 세미프로 축구팀이다. 1958년 크로아티아계 오스트레일리아인들에 의해서 팀이 만들어졌다. 현재 내셔널 프리미어리그즈 뉴사우스 웨일즈주리그에 참여하고 있다.

## 선수 명단

### 현역
참고: FIFA 자격 규정에 따라 소속된 국가대표팀 국기를 표시합니다. 선수는 복수의 FIFA 비회원국 국적을 가지고 있을 수 있습니다.
| 번호 | 포지션 | 국적 | 이름 |
| ---- | ------ | ---- | ---- |

| 번호 | 포지션 | 국적     | 이름               |
| ---- | ------ | -------- | ------------------ |
| 23   | FW     | 모리셔스 | 스테판 드 로빌라드 |
| 32   | FW     | 피지     | 르로이 제닝스      |

## 역대 감독
| 감독            | 임기        |
| --------------- | ----------- |
| 그레이엄 아널드 | 1989 ~ 1990 |

틀:시드니 유나이티드 58 선수 명단